# فلم "جمعة والبحر"
جمعة والبحر (بالإنجليزية: Jumaa and the Sea) هو فيلم إماراتي درامي طويل أُنتج عام 2004، من إخراج هاني الشيباني، وسيناريو وحوار يوسف إبراهيم، عن قصة كتبها علي خميس محمد، ومن إنتاج تلفزيون الشارقة.

## القصة
تدور أحداث الفيلم في قرية إماراتية ساحلية خلال خمسينيات القرن العشرين، حيث يسعى الصياد "جمعة" إلى تنفيذ وصية زوجته الراحلة بتعليم ابنيه، خصوصًا راشد الذي يطمح لحياة الثراء، مما يخلق صراعًا بين التقاليد والطموح الفردي، في ظل تحولات اجتماعية هادئة.

## طاقم التمثيل
- مرعي الحليان (جمعة)
- سعيد بتيجة (الماس)
- محمد عبدالله الحمادي (راشد)
- حمد سلطان (العص)
- علي الشالوبي (مطر)
- أشواق (سلمى)
- صوغة (عذيجة)
- عبدالله الرمسي (العود)[1]

## الطاقم الفني
- الإخراج: هاني الشيباني
- القصة: علي خميس محمد
- السيناريو والحوار: يوسف إبراهيم
- مخرج منفذ: حاتم صلاح الدين[2]
- الموسيقى التصويرية: حاتم صلاح الدين
- التصوير: أحمد حسن[1]

## الإنتاج والعرض
تم إنتاج الفيلم بتقنيات رقمية من قبل تلفزيون الشارقة عام 2004، باستخدام كاميرات DV، وبلغت ميزانيته 70,000 درهم إماراتي. تم تصوير الفيلم خلال 8 أيام فقط. عُرض لأول مرة ضمن فعاليات مهرجان الشرق الأوسط السينمائي في أبوظبي 14 أكتوبر عام 2007.

## الاستقبال
حظي الفيلم بتقدير نقدي جيد محليًا، حيث أثنى النقاد على بساطته وأسلوبه البصري الحميمي، وقدرته على تقديم صورة واقعية للحياة الساحلية في الإمارات منتصف القرن العشرين. كما اعتُبر أحد أوائل المحاولات الجادة في السينما الإماراتية.

## روابط خارجية
- قالب:رابط IMDb[5]
- جمعة والبحر على موقع السينما.كوم[1]
- مشاهدة الفيلم على يوتيوب[6]